# Schrepfersmühle
Pour les articles homonymes, voir Schrepfer.
Schrepfersmühle (anciennement Obere Papiermühle ou Neue Papiermühle) est une ancienne usine de papier et usine hydraulique dans la vallée de Kleinziegenfelder (de). Le site est maintenant utilisé comme biergarten. La propriété est située à une altitude de 383 m et fait partie de la commune de Weismain, dans l'arrondissement de Lichtenfels (Haute-Franconie, Bavière).

## Historique

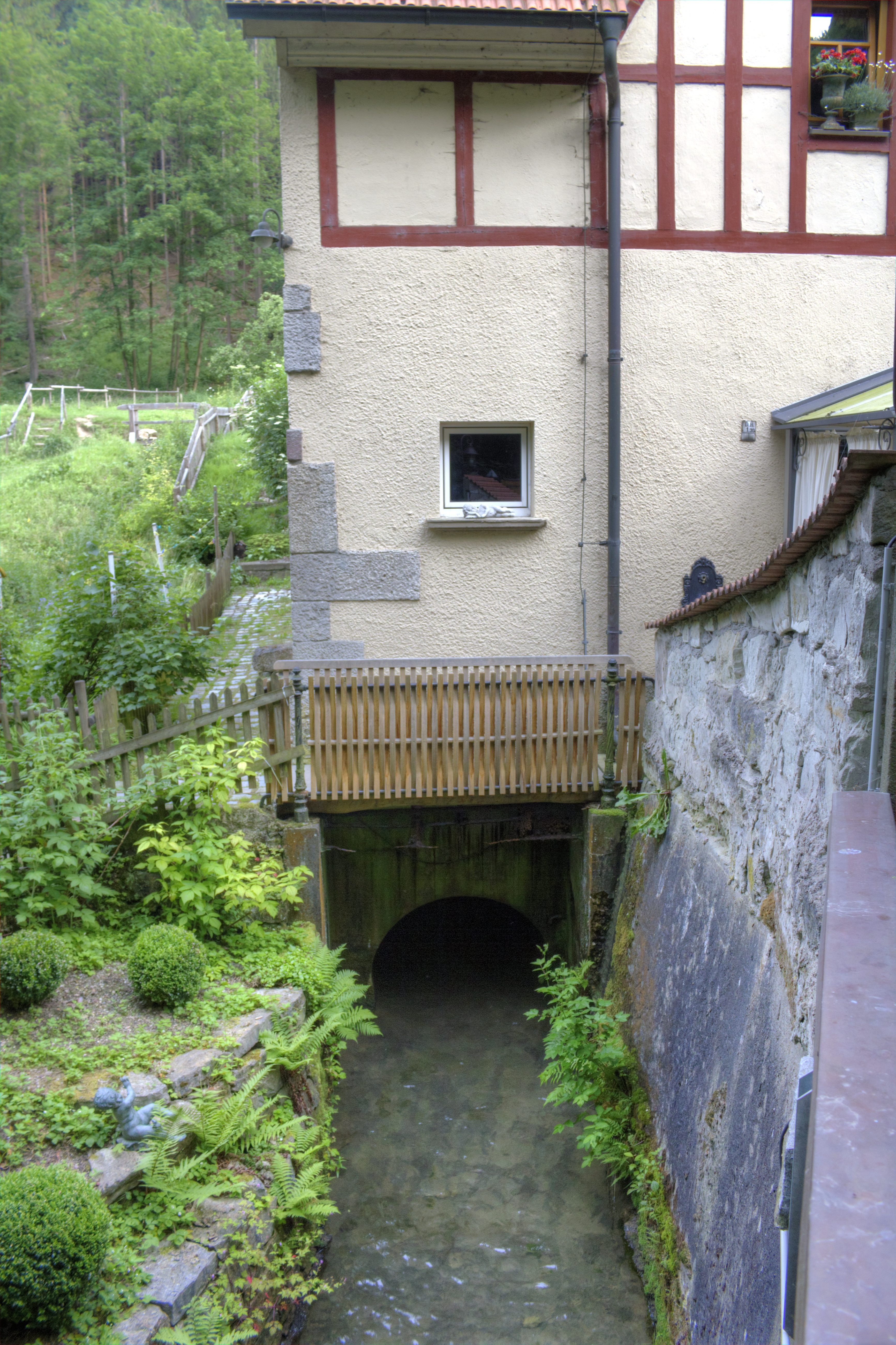
Vue du bief du moulin, qui entraîne encore aujourd'hui une turbine pour produire de l'électricité.

Schrepfersmühle a été construit en 1736/1737 comme moulin à papier sur une prairie en contrebas d'Arnstein. Après le Waßmannsmühle (de), plus en aval, c'était le deuxième moulin à papier de la vallée, ce qui lui a donné ses deux noms précédents (Obere Papiermühle (Moulin à papier supérieur) ou Neue Papiermühle(nouveau moulin à papier)). Conrad Tempel a été nommé papetier en 1739. Après sa mort, on ne sait pas à qui a été attribuée la propriété du site. Bernhard Knorr (1741-1786) lui succéda directement ou indirectement vers 1770. À cette époque, le moulin appartenait au manoir de Karl Franz von Schaumberg en tant que fief du margrave-Brandebourg-Bayreuth. Dans la seconde moitié du XVIIIe siècle, le moulin, comme le Bienleinsmühle (de), fut reconstruit pour le compte de Karl Franz von Schaumberg. En 1795, le papetier est Andreas Knorr, un fils de Bernhard Knorr, qui a repris l'activité après la mort de son père. Il est également nommé propriétaire du moulin dans le registre fiscal de la maison Kleinziegenfeld en 1809. A cette époque, outre le moulin, la propriété comprenait un four, une chaudière à colle, une grange, une écurie et plusieurs jardins et prairies. Vers 1809, le moulin appartenait encore en fief aux seigneurs de Schaumberg, à qui il fallait payer la dîme du sang (dîme sur les animaux abattus ou les produits d'origine animale tels que la viande, les œufs et le lait). En mars 1813, Johann Schrepfer d'Arnstein acquit le moulin et restitua plusieurs prairies à Anton Ludwig Freiherr von Schaumburg, à qui les propriétés étaient soumises en tant qu'ancien seigneur féodal de Knorr. Le moulin a peut-être été démoli en 1813.
En 1832, Schrepfer construit une nouvelle fabrique sur la rive opposée et acquiert une licence commerciale de fabricant de papier en 1843. En 1847, outre le moulin à deux étages, la propriété comprenait un jardin d'environ 4 300 m² avec une prairie, deux granges avec une réserve à papier, une réserve à colle, un four et une porcherie, ainsi qu'un champ d'environ 12 000 m². Le propriétaire de l'époque, Johann Schrepfer fils, envisageait de vendre le moulin, mais cela ne s'est probablement pas produit. En 1850, le moulin était simplement décrit comme « [...] moulin à papier avec appartenance et droit réel de moulin à papier ». Dès les années 1830, il devint clair, comme ce fut le cas pour le Waßmannsmühle, qu'il serait difficile de maintenir l'exploitation face à la concurrence des nouvelles technologies. Le papetier Johann Schrepfer avait déjà déposé en 1834 une plainte auprès de la Chambre des représentants de Bavière pour « surcharge de taxes professionnelles ». Après l'échec d'une vente en 1847, l'entreprise fit faillite au début de 1851 et fut vendue aux enchères le 17 mars 1851 au nom du créancier, l'hôpital des citoyens de Bamberg. On ne sait rien de l’acheteur et des propriétaires ultérieurs. Ce n'est que dans les années 1870 que le moulin revient aux mains de la famille Schrepfer. Le dernier maître meunier fut Georg Schrepfer, le fils de Johann, dont la mort en 1879 marqua la fin de la production de papier. Un an plus tard, la salle de séchage a été démolie et les bâtiments restants ont été démolis au XXe siècle.
En 1907, le propriétaire de l'époque vendit les droits d'eau d'une source et la propriété de l'ancien moulin à la collectivité de Rothmannsthal. Peu de temps après, une station de pompage y fut construite pour approvisionner Rothmannsthal en eau potable, qui fut en service jusque dans les années 1980. Une turbine d'une puissance nominale de 20 kW continue de produire de l'électricité pour l'autoconsommation. L'actuel Biergarten a été fondé en 2004.